# Лазещина (курорт)
Лазещина — гірськолижний курорт на Закарпатті, біля села Лазещина. Курорт є прийнятним варіантом відпочинку для новачків та приємного завершення відпочинку тим, хто спускається з Говерли. Відстань від Говерли до села становить близько 18 км, але через погані дороги значну відстань потрібно долати пішки. Позашляховик може підїхати не так близько. Найближчим до вершини Говерли місцем є Заросляк, що поблизу Ворохти. Сходження на вершину із Заросляка в середньому займає 1,5 год.
- Відстані: Івано-Франківськ — 103 км, Рахів — 34,8 км.
- Спуски: 500 м, 1 траса низького рівня складності, перепад висот: 80 м.
- Витяг: 1 бугель на 350 м.

Найближча станція — Лазещина.